# Christiane Knetsch
Christiane Knetsch, född den 24 augusti 1956 i Brandenburg an der Havel i Tyskland, är en östtysk roddare.
Hon tog OS-guld i åtta med styrman i samband med de olympiska roddtävlingarna 1980 i Moskva.